# Hadžime Morijasu
Hadžime Morijasu (japonsko 森保 一), japonski nogometaš in trener, * 
23. avgust 1968.
Za japonsko reprezentanco je odigral 35 uradnih tekem.